# Cantón de Merville
El cantón de Merville era una división administrativa francesa, que estaba situada en el departamento de Norte y la región de Norte-Paso de Calais.

## Composición
El cantón estaba formado por seis comunas:
- Estaires
- Haverskerque
- La Gorgue
- Le Doulieu
- Merville
- Neuf-Berquin

## Supresión del cantón de Merville
En aplicación del Decreto nº 2014-167 de 17 de febrero de 2014, el cantón de Merville fue suprimido el 22 de marzo de 2015 y sus 6 comunas pasaron a formar parte; cinco del nuevo cantón de Hazebrouck y una del nuevo cantón de Bailleul.